# Lento (canción de Thalía)
«Lento» es una canción de la cantante mexicana Thalía en colaboración con el grupo cubano Gente de Zona. Fue publicada el 27 de septiembre de 2018 a través de Sony Music Latin como el segundo sencillo del decimocuarto álbum de estudio de Thalía, Valiente (2018). La canción llegó al No.1 en 10 países al No.1 en Billboard en la categoría "Tropical Song Sales" por ser la canción más vendida de la semana. El video del tema ya supera los 200 millones de Streams en las plataformas digitales. Elegible a disco de Platino en Estados Unidos y México.

## Recepción

### Comercial
«Lento» logró 1 millón de reproducciones en YouTube en su día de estreno. La canción también logró debutar en iTunes en más de 25 países, logrando el número 1 en más de 15 [cita requerida]

## Remixes
- 01. Album Version
- 02. Extended Mix [DJ Edson Version]
- 03. DJ Edson Caribbean Dance Remix [Club Version]
- 04. DJ Edson Caribbean Dance Remix [Instrumental Club Version]
- 05. DJ Edson Caribbean Dance Remix [Radio Version]
- 06. DJ Edson Caribbean Dance Remix [Mixshow Version]
- 07. DJ Edson Caribbean Dance Remix [Dub Version]
- 08. DJ Edson Pa' Gozar Cumbiaton Remix
- 09. DJ Edson Pa' Gozar Cumbiaton Remix [Instrumental]

## Vídeo
La canción cuenta con un video musical rodado en Miami y dirigido por Santiago Salviche.
Actualmente el video ya supera los 150 millones de visitas en YouTube y más de los 40 millones de streams en Spotify.

## Países
| País           | Lista                 | Lista (Categoría)           | Posición más alta |
| -------------- | --------------------- | --------------------------- | ----------------- |
| Estados Unidos | Billboard             | Tropical Digital Song Sales | #1                |
| Estados Unidos | Billboard             | Latin Pop Songs Sales       | #3                |
| Estados Unidos | Billboard             | Latin Digital Songs Sales   | #5                |
| Estados Unidos | Billboard             | Spain Digital Songs Sales   | #8                |
| Hungría        | Hungría Singles Chart | Top 40                      | #17               |
| Chile          | Chile Singles Chart   | Top 100                     | #43               |
| España         | Promusicae            | Top 100                     | #4                |